# Smittium morbosum
Smittium morbosum är en svampart. Smittium morbosum ingår i släktet Smittium och familjen Legeriomycetaceae.

## Underarter
Arten delas in i följande underarter:
- rioplatense
- morbosum